# Missväxtåren 1867–1869

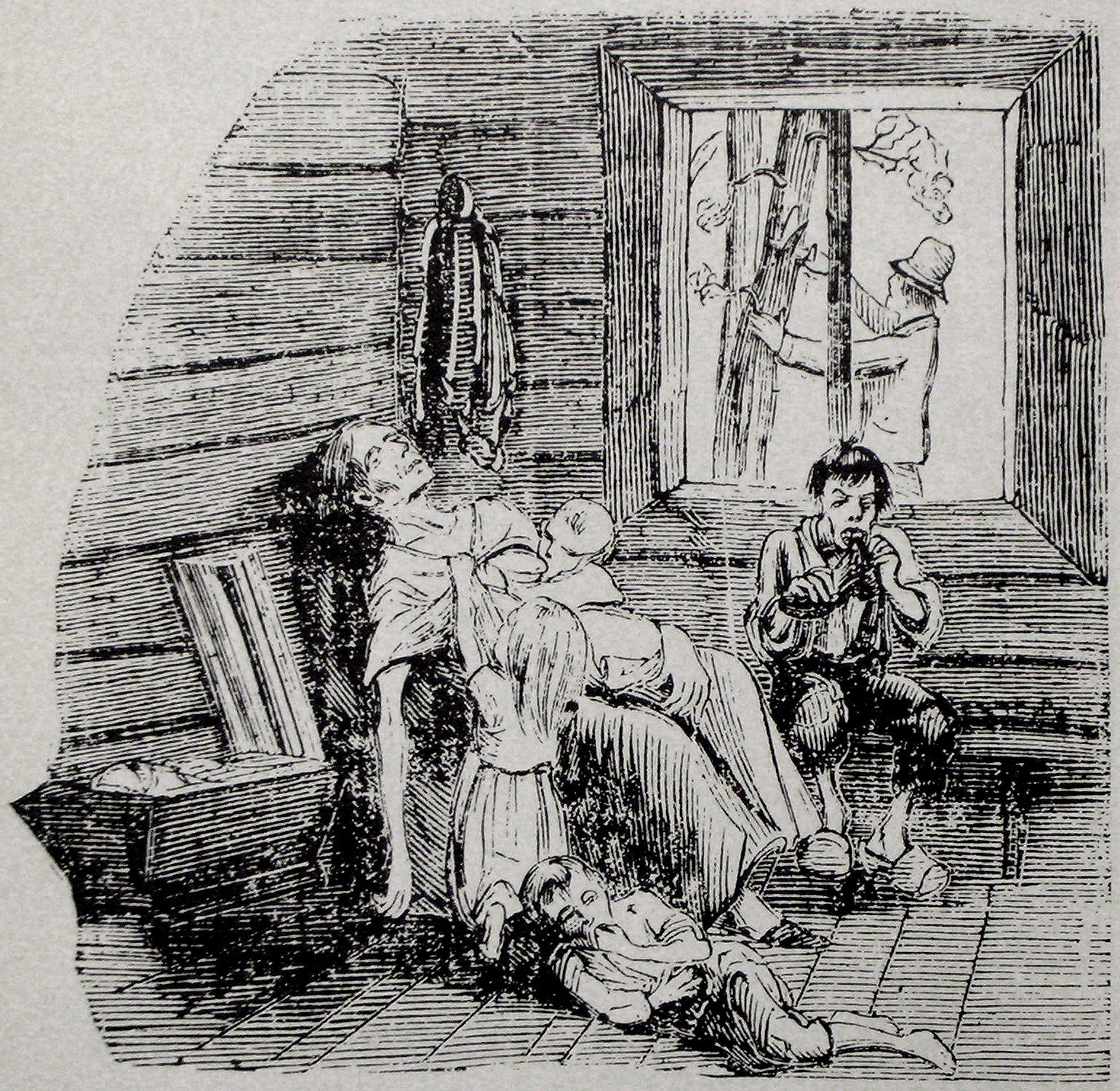
Illustration av svälten i Norrland ur tidningen Fäderneslandet, 1867. En moder ligger döende medan sonen äter på en känga och en man täljer bark från trädet utanför.

Missväxtåren 1867–1869, som framför allt drabbade Finland och norra Sverige, var den sista svåra missväxten i Europa. Den dåliga skörden fick katastrofala följder. 1867, det år då svälten var som värst, blev även känt som Storsvagåret. I Tornedalen kallades det för Lavåret – många fick leva på barkbröd och gröt gjord på lavar. Hungersnöden var en starkt bidragande orsak till att emigrationen från Sverige till Nordamerika ökade dramatiskt under dessa år.

## Sverige

### Missväxt
1860-talet var ett årtionde då missväxten drabbade Sverige upprepade gånger. I Västerbotten slog skörden fel 1864. 1865 drabbades Jämtland och Västerbotten. 1867 var det Västernorrland, Jämtland, Västerbotten och Norrbotten som drabbades.
1867 var våren extremt kall och sommaren dröjde. Flera vittnesmål finns om hur vintern vägrade släppa greppet:
| ”                                                                        | den 22 maj kl 11.30 på dagen var det 1 grad kallt med vinden från nordost. Stickbuskarna stå ännu stångraka på träsket och snödjupet är 1 1/2 aln. den 25 maj: Kall blåst och aldrig töat, alldeles fullt snöföre, snödjup 1 1/4 aln. Den 24 maj körde vi på landfast is och ingen stickbuske var löstinad. den 1 juni: Kört isen med gott slädföre. den 17 juni blev träsket rent från is och på aftonen blev det stark storm och mycket regn. den 19 juni: Släppt ut korna. Snö i skogen, icke löv, icke blåbärsblad och intet gräs. | „ |
| – Anteckningar ur väggalmanackor funna hos Burträskbon Zakarias Wallmark | |   |

Av de svenska väderstationer som var igång 1867 och fortfarande var aktiva år 2013, uppmätte samtliga, från Lund till Jokkmokk, sin kallaste majmånad år 1867, i vissa fall minst 2 grader kallare än den näst kallaste majmånaden. Exempelvis noterade Stockholm +3,3 °C i medeltemperatur för maj 1867. Detta kan jämföras med perioden 1981–2010, med ett genomsnitt för Stockholm på 11,7 °C för maj och 6,0 °C för april.

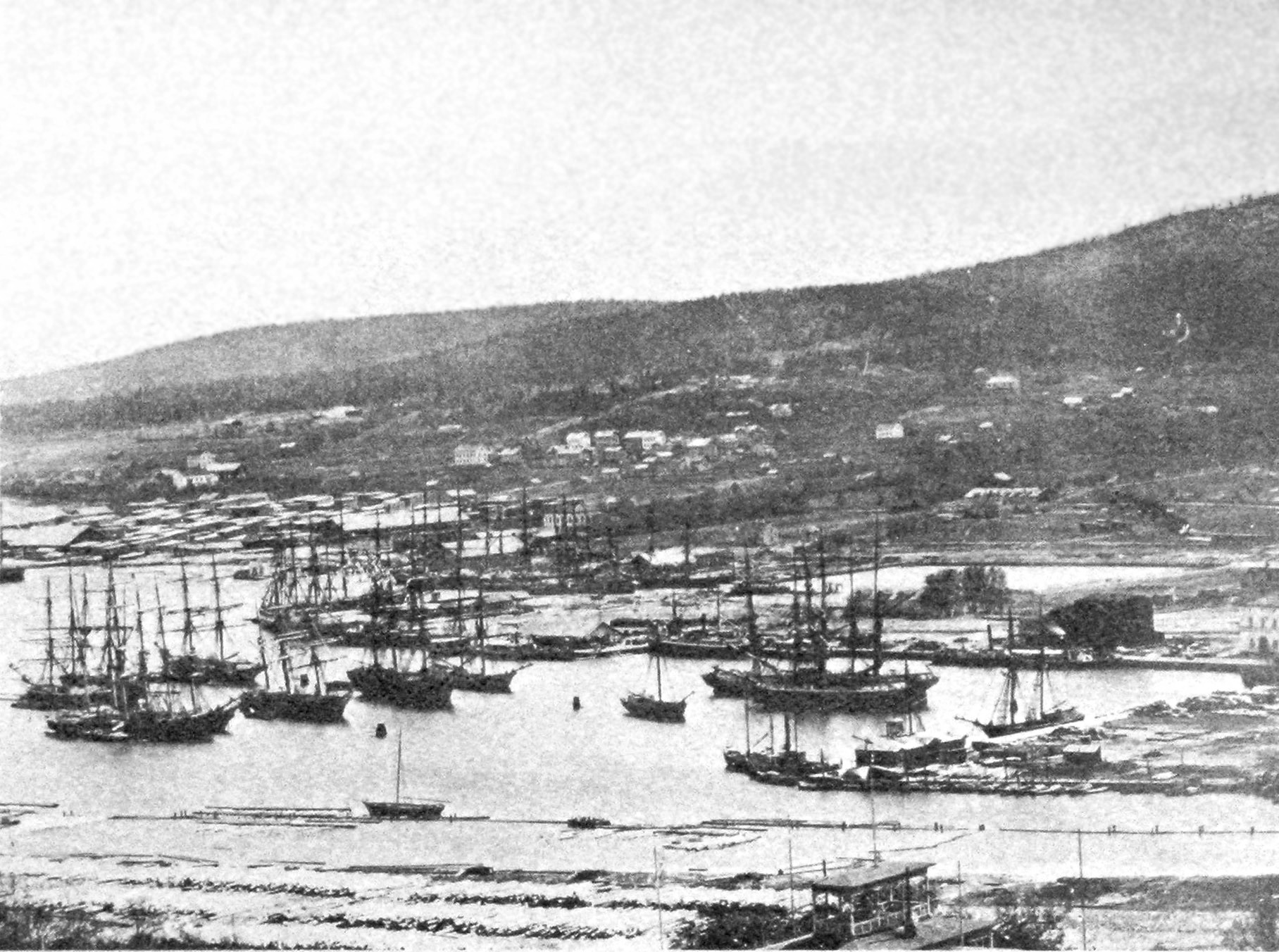
Sundsvalls hamn på 1870-talet. Varken segelfartyg eller ångare kunde ta sig igenom is.

Först vid midsommar 1867 kunde man så i Burträsktrakten, och liknande förhållanden rådde på många håll i Norrland. Från de fattigaste byarna började det komma rapporter om nödlidande och svält. Förråden var slut och priserna på den mat som fanns steg – en tunna råg kostade till slut närmare 50 riksdaler, vilket motsvarade mer än en månadslön för en industriarbetare.
Förutom att den långa vintern gjorde det omöjligt att komma igång med jordbruket ledde den också till att inga lastbåtar med livsmedel kunde nå de norrländska kuststäderna. Dåtidens fartyg var inte tillräckligt kraftigt byggda för att kunna forcera ens lättare ishinder.
Den redan svåra hungersituationen blev avsevärt allvarligare när det stod klart att sommaren inte bara kommit sent utan också skulle komma att ta slut tidigt. Den 18 juli kom frosten exempelvis till Avaträsk i södra Lappland och den 3 september nådde "halshuggarnatten" Västernorrlands län. Sista veckan i september stod det klart att svälten skulle få grepp om en hel landsända. Rapporterna om skördar var likartade överallt; höskörden hade gått hyggligt och rågen hade vuxit någorlunda på höglänta sandjordar. I övrigt rådde missväxt i varierande grad.
År 1868 var betydligt torrare, även i södra Sverige, vilket ledde till missväxt på många håll då torkan blev för svår. Folket svalt, djuren likaså.[källa behövs] Särskilt Jönköpings, Kronobergs och Älvsborgs län drabbades av missväxten 1868. Även det följande året blev uselt i dessa län. Även Jämtlands län drabbades av missväxt 1869.
På grund av undernäring och sjukdomar orsakade av denna svält blev döden ett bekant inslag i många familjer. Människor sökte sig till nya platser inom Nordens gränser, men somliga valde att emigrera – främst till Nordamerika men även till övriga Europa. I Jönköpings län mer än sexdubblades utvandringen med nödåren, i Kronobergs län niodubblades den.

### Nödhjälp

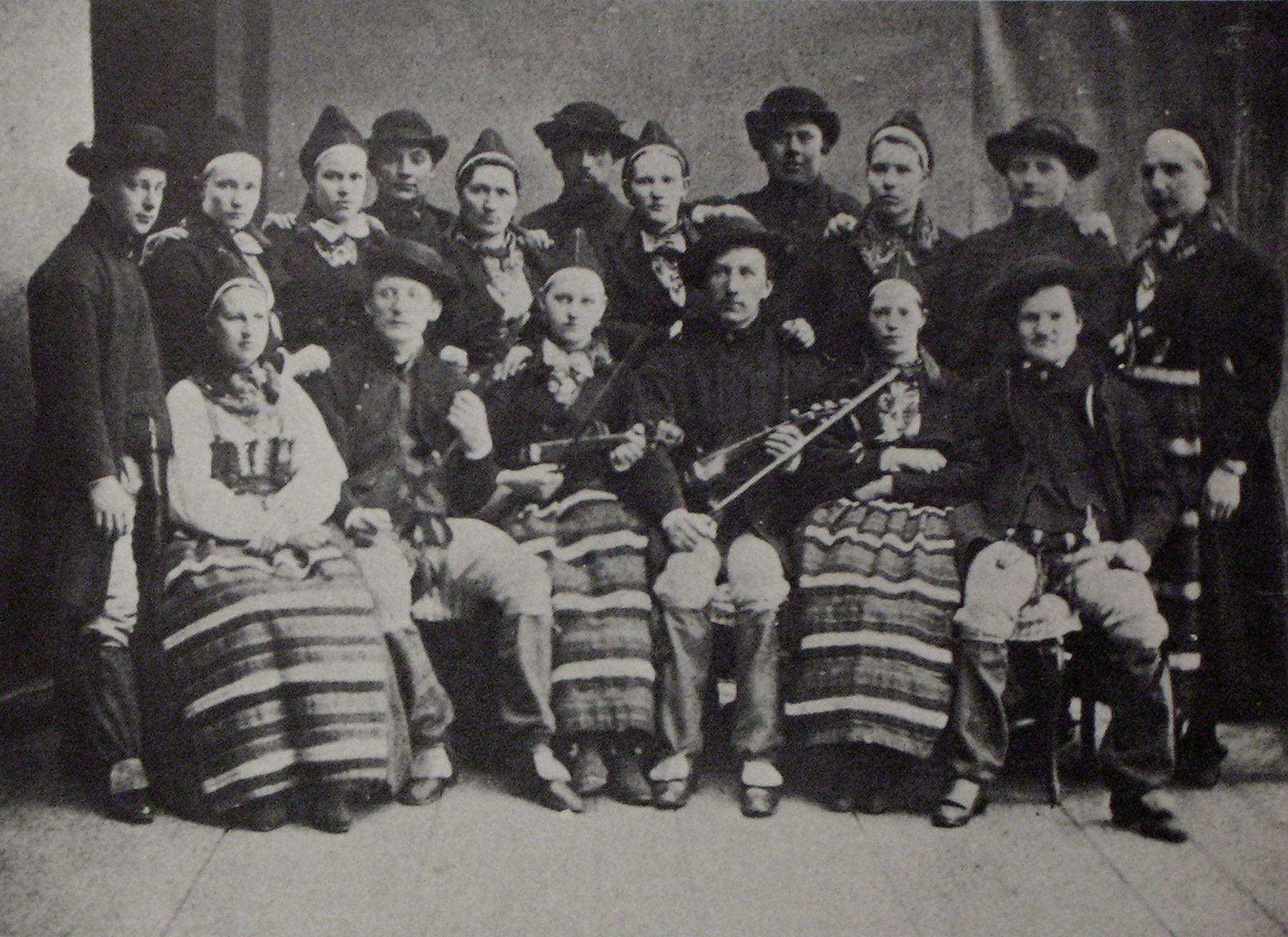
Ett sällskapsspektakel i Gävle till förmån för svältande i Orsa. Möjligen det enda foto som finns bevarat från nödhjälpen 1867.

Regeringen beviljade hösten 1867 lån till Norrland – Västernorrlands län fick exempelvis låna 160 000 kronor – och landshövdingarna i norrlandslänen fick regeringens tillstånd att ställa sig i spetsen för var sin nödhjälpskommitté, som skulle samla in pengar på frivillig väg. Två centrala Undsättningskommittéer inrättades också, en i Stockholm och en i Göteborg. Tidningar publicerade upprop, välgörenhetskonserter hölls runt om i landet och pengarna började strömma in. Även från utlandet kom det bidrag, faktiskt nästan lika mycket som från de svenska insamlingarna. Bland de mer kända givarna fanns sångerskan Jenny Lind, som skänkte 500 kronor, och uppfinnaren John Ericsson i New York, som bidrog med hela 20 000 kronor.
Tiden var knapp för hjälpen att nå fram i och med att den enda möjligheten var att sända spannmålen sjövägen. Båtarnas oförmåga att bryta igenom is innebar att Norrland isolerades i samma stund som Bottenviken frös. Totalt kunde räddningstransporterna pågå i två månader under vilka 15 800 tunnor spannmål skeppades från Stockholm till Norrlandslänen. Järnvägen gick inte längre norrut än till Uppsala vid den här tiden, förutom en bana mellan Falun och Gävle, och Stambanan genom övre Norrland var inte färdigbyggd förrän 1894.

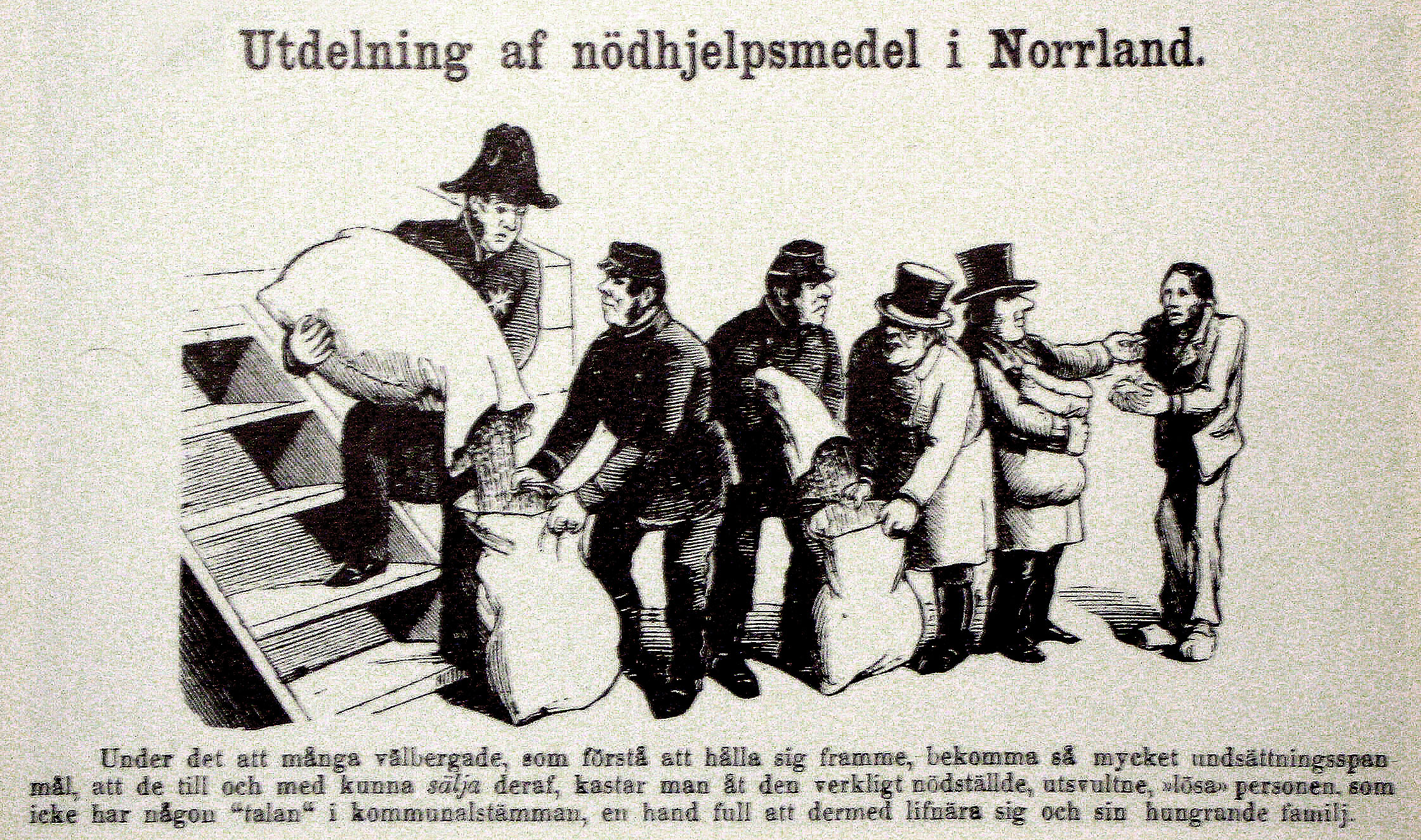
Teckning ur Fäderneslandet 14 december 1867. Från vänster ser vi landshövdingen, kronolänsman och kommunens storbönder, som alla förser sig med nödhjälpsspannmål. Den fattige mannen längst till höger får i slutänden bara en handfull.

Undsättningskommittéerna ville undvika att ge hjälp till nödlidande som inte arbetade. Man satte upp regler som föreskrev att maximalt 10 procent av hjälpen fick skänkas bort som rena allmosor, och i de fallen skulle det gälla personer som var fysiskt oförmögna att arbeta. Resten av medlen skulle vara ersättning för utfört arbete, som vägbyggande och olika göromål som skulle gagna jordbruket. I slutänden blev dessa nödhjälpsarbeten mest symbolfrågor för att markera att man inte ville se tiggeri och lättja utan att det krävdes arbete för att få hjälp. Vissa uppgifter som vägbyggen kunde inte utföras när det var vinter, och ibland sattes ersättningarna så lågt att de inte gick att leva på.[källa behövs] Ofta handlade nödhjälpsarbetet om hemslöjd, där mängder av föremål producerades för principens skull utan att någon gång komma till nytta.
Det var dåtidens kommunstyrelser, kommunalnämnderna, som ansvarade för att dela ut spannmålen från nödhjälpskommittén i länet, och vissa kommuner fick hård kritik för sitt agerande. I praktiken blev ibland de fattigaste utan hjälp. Ett exempel var Grundsunda kommun i Ångermanland där ingen fick något om vederbörande inte kunde presentera fullgod borgen. Häradshövdingen Per Grundström som skötte nödhjälpen där beskrev utdelningen i en insändare:
"En stor hop tiggare och uslingar kunde ej få något. Torpare och löst folk blev så gott som utan."
Myndigheterna rekommenderade att de svältande, istället för att förvänta sig stora mängder mjöl, åt bröd bakat med bark och lavar. Nödhjälpskommittén i Härnösand föreskrev att mjölet inte fick skänkas bort utan istället skulle blandas ut med 2/3 granlav och bakas till bröd innan de hungrande fick något. Dessutom krävde man att den som skulle få bröd måste betala med väl rensad granlav motsvarande minst 2/3 av brödets vikt. Men lavbrödet rapporterades orsaka bröstsmärtor och, hos barn, kräkningar. Kommunalnämnden i Ed i Ångermanland tvingades skriva till Härnösand och be om tillstånd att blanda ut mjölet med något annat, eftersom de föreskrivna lavarna inte bara gjorde folk sjuka utan även var svåra att få tag i.
Pressen riktade hård kritik mot hur snett hjälpen fördelades. Framför allt tidningen Fäderneslandet var skoningslös i sin kritik mot hur myndigheter och makthavare orsakade att de som verkligen behövde hjälpen ofta blev utan. De krav på arbetsinsatser som kompromisslöst knöts till nödhjälpen beskrevs som "kvasifilantropiska funderingar rörande arbetets nytta".
Kritiken att svälten i Sverige var en följd av orättvis fördelning snarare än av missväxt stöds också av det faktum att 1867 var ett rekordår för svensk spannmålsexport. De stora gårdarna i landet skeppade spannmål, främst havre, till England – bland annat för att underhålla de hästdragna spårvagnarna i London.

## Finland
Norra delarna av Finland drabbades av missväxtår 1857, 1862, 1865 och 1866−1868, varav den sistnämnda treårsperioden var svårast. Skörden 1866 var dålig och sommaren 1867 blev exceptionellt kall. I juni rapporterades sjöar vara isbelagda i södra Finland och snöfallet fortsatte ännu i norra Finland. Nattfroster skadade skörden redan i augusti och tidigt i september. Värst drabbades Kuopio, Vasa och Uleåborgs län samt de norra delarna av Åbo och Björneborgs län. Nödåren innebar en demografisk katastrof: mortaliteten steg under perioden skarpt och var exceptionellt hög 1868, då nöden var som störst på grund av den sammanhängande följden av missväxtår. 1866−1868 översteg de döda antalet födda.  Födelsetalen sjönk i motsvarande grad. Skörden 1868 däremot blev god och nativiteten steg kraftigt 1869 och 1870.
Hjälpinsatserna under åren 1866−1868 mötte svårigheter, trots att t.ex. Finlands nya generalguvernör Adlerberg tog nöden i landet allvarligt. Myntreformen 1865 innebar att finska marken bands till silvermyntfoten och lösgjordes från rubeln, vilket innebar en revalvering och en försämrad tillgång på kredit. Finlands senat och chefen för finansexpeditionen, Johan Vilhelm Snellman, lyckades 1867 dock låna av Rothschildska bankirhuset ett större belopp varmed spannmål inköptes. Vintern kom 1867 emellertid tidigt och försvårade transporterna då fartygen inte kunde angöra hamnar i Österbotten för isens skull. När spannmålen slutligen nådde sina bestämningsorter i norra Finland och skulle försäljas hade de nödlidande bönderna inte råd att köpa upp det, eftersom de redan var överskuldsatta på grund av tidigare missväxtår och hade svårigheter att skaffa sig ytterligare kredit.
Nödhjälpsarbeten, som bland annat finansierades med lånet från Rothschild, anordnades. Medan Snellman förespråkade handslöjd yrkade generalguvernören Adlerberg på infrastrukturprojekt. Han drev igenom byggandet av järnvägen mellan Riihimäki och S:t Petersburg 1866−1867 och banan blev byggd i rask takt 1868−1870. Statsmaktens hjälpåtgärder var koncentrerade på att skaffa de nödlidande antingen arbete eller kredit för att köpa utsäde, i stället för att dela ut direkt nödhjälp. Eftersom statens förmåga var begränsad kom den privata välgörenheten att spela en stor roll i lindrandet av hungersnöden. Olika hjälpkommittéer som organiserade insamlingar tillsattes i städerna och på landsbygden uppkom hjälpcentra vid prästgårdar. Enskilda kvinnor, som Aurora Karamzin, och fruntimmersföreningar, som grundats sedan 1850-talet och idkade filantropi i städerna, var framstående hjälporganisatörer.